# Everyman Theatre

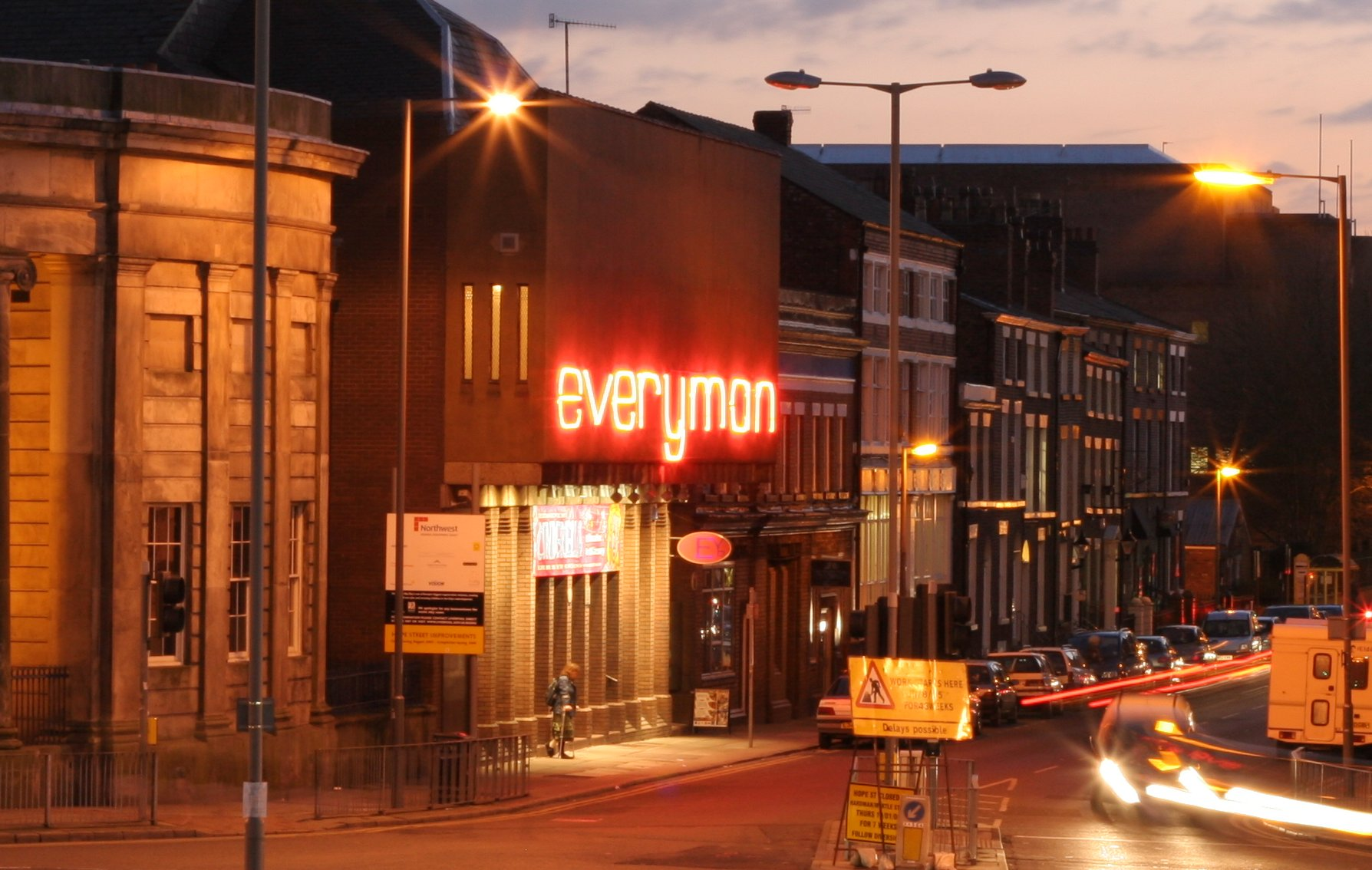
Extérieur de l'Everyman Theatre.

L’Everyman Theatre est un théâtre de Liverpool, en Angleterre, établi en 1964. Il est célèbre pour les drames locaux et contemporains qui y sont donnés. Il a été fondé en 1964, dans le Hope Hall (autrefois une chapelle, puis un cinéma), dans un quartier de Liverpool connu pour son environnement bohème et son côté politique, et s'est rapidement forgé une réputation pour ses œuvres révolutionnaires. L'Everyman a été entièrement reconstruit entre 2011 et 2014.

## Histoire
Le bâtiment a été construit en 1937 sous le nom de  Hope Hall, en tant que chapelle de Dissidents anglais. En 1841, elle devient une église dédiée à Saint Jean l'Évangéliste et, en 1953, elle devient une salle de concert. En 1912, la salle est transformée en cinéma, le Hope Hall, et a continué à remplir cette fonction jusqu'à sa fermeture en 1963. Avant sa fermeture, la salle était devenue un lieu de rencontre pour les artistes, poètes, musiciens folkloriques et sculpteurs locaux, parmi lesquels Arthur Dooley (en), Roger McGough (en) et Adrian Henri, formant ce que l'on a appelé la Scène de Liverpool. Ce groupe a décidé que le bâtiment pourrait être utilisé comme théâtre et, en septembre 1964, le Everyman Theatre a été inauguré par Martin Jenkins, Peter James et Terry Hands
En 1975, le théâtre a fermé et a été reconstruit, son travail étant poursuivi en tant que compagnie itinérante jusqu'à sa réouverture en septembre 1977. Dans les années 1970 et 1980, des œuvres de dramaturges de Liverpool, parmi lesquels Willy Russell et Alan Bleasdale, ont fait leurs débuts au théâtre, avec notamment Shirley Valentine et John, Paul, George, Ringo ... and Bert (en). Outre des pièces de théâtre, le théâtre a produit des comédies musicales, des concerts et une pantomime rock-n-roll annuelle à Noël. Au cours de son existence, le théâtre a été impliqué dans la carrière de Julie Walters, Stephen Graham, Bernard Hill, Jonathan Pryce, Alan Scarfe, Pete Postlethwaite, Antony Sher, Bill Nighy, Barbara Dickson, Matthew Kelly et Cathy Tyson (en).
Le théâtre est géré conjointement avec la Liverpool Playhouse (en) par le Liverpool and Merseyside Theatres Trust depuis 2004. Les deux théâtres travaillent selon un programme intégré dirigé par leur directeur artistique et leur directeur exécutif.

## Fermeture et reconstruction

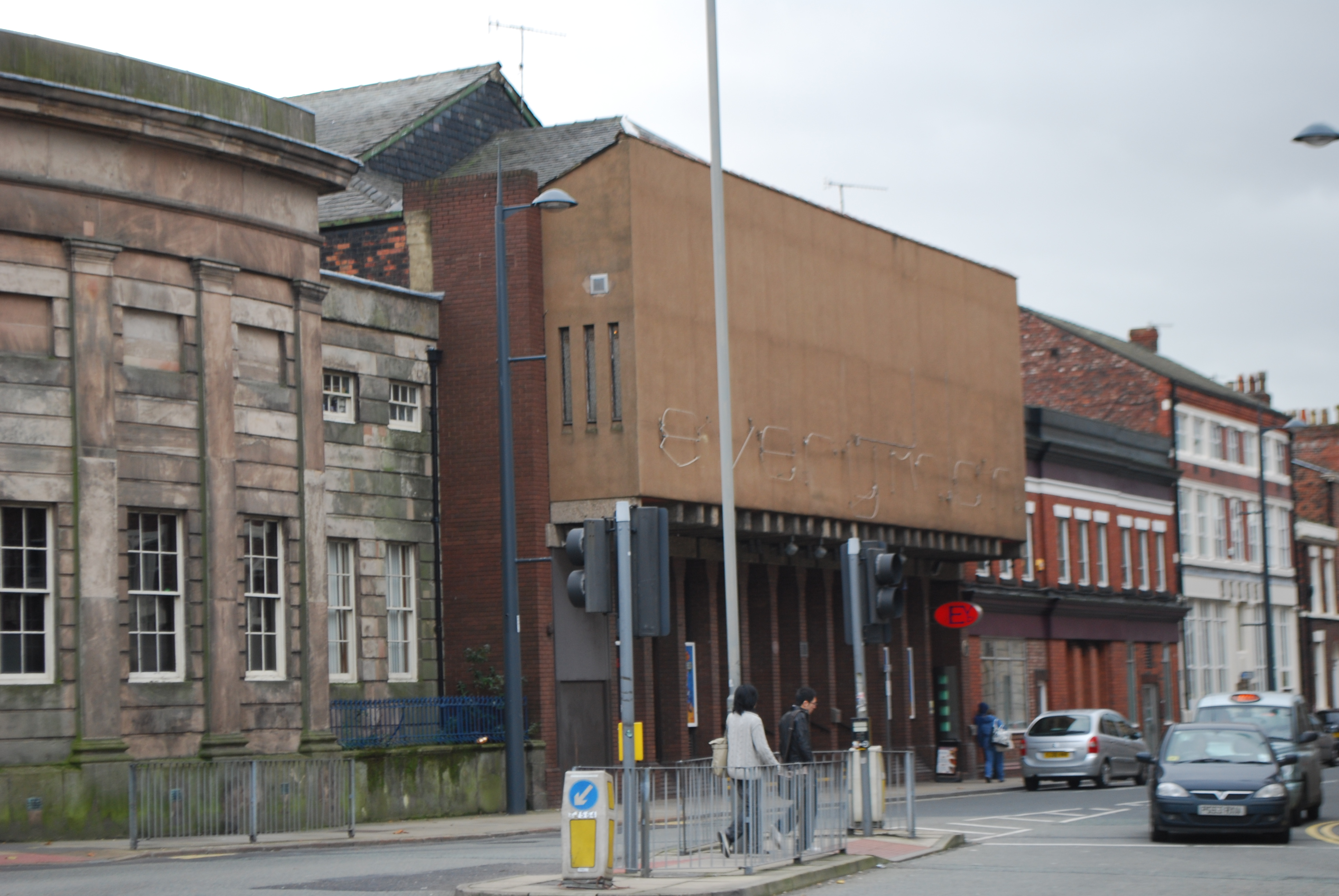
Le théâtre avant les travaux de reconstruction de 2011–2014.

En juillet 2011, le théâtre a fermé pour être entièrement reconstruit. La dernière grande production a été Macbeth, avec David Morrissey et Julia Ford. Elle a été suivie de représentations de Roger McGough et Brian Patten (en), et du groupe pop local Deaf School. À partir du 28 juillet, des parties du théâtre, incluant les sièges et les bancs du théâtre, et les piliers originels du Hope Hall, ont été vendues aux enchères.
L'Everyman a rouvert ses portes en février 2014. En octobre 2014, le prix Stirling de l'Institut royal des architectes britanniques, qui récompense le meilleur bâtiment britannique de l'année, a été décerné à Haworth Tompkins (en) pour son travail sur le nouvel Everyman.